# Dubbel lycka
Dubbel lycka, 囍  är ett kinesiskt skrivtecken, som används som symbol för lycka i Kina och angrånsande länder. Det består av skrivtecknet för lycka eller glädje 喜, pinyin xǐ dubblerat och sammanskrivet på platsen för ett tecken. Det saknar eget ljudvärde och läses ut på kinesiska som förenklat双喜, traditionellt 雙喜, pinyin shuāngxǐ, vilket översatt blir just dubbel lycka. 
Tecknet används som dekorativt element i en mängd olika sammanhang. Vid äktenskaps ingående placerasdet på dörren till de nygiftas bostad, och där brölopsfesten firas hängs det upp på väggar och fönster. Det används också vid andra festligheter, till exempel vid nyårsfirandet och förekommer som mönster på porslin och andra bruksföremål. 